# Équipe de Biélorussie de Fed Cup
L'équipe de Biélorussie de Fed Cup est l’équipe qui représente la Biélorussie lors de la compétition de tennis féminin par équipe nationale appelée Fed Cup (ou « Coupe de la Fédération » entre 1963 et 1994).
Elle est constituée d'une sélection des meilleures joueuses de tennis biélorusses du moment sous l’égide de la Fédération biélorusse de tennis.

## Résultats par année

### 1994 - 1999
- 1994 (5 tours, 32 équipes) : pour sa première participation, la Biélorussie s'incline au 1er tour contre les Pays-Bas.

La compétition change de format à compter de 1995 : la Coupe de la Fédération devient Fed Cup.
- 1995 - 1996 - 1997 : la Biélorussie concourt dans les compétitions par zones géographiques.
- 1998 (3 tours, 8 équipes + groupe mondial II, play-offs I et II) : la Biélorussie l’emporte en play-offs II contre le .
- 1999 (3 tours, 8 équipes + groupe mondial II, round robin play-offs) : après une défaite en groupe mondial II contre la République tchèque, la Biélorussie échoue dans l'épreuve du round robin.

### 2000 - 2009
- 2000 - 2001 - 2002 - 2003 : la Biélorussie concourt dans les compétitions par zones géographiques.
- 2004 (4 tours, 16 équipes + play-offs) : la Biélorussie s'incline en play-offs I contre la Slovaquie.
- 2005 - 2006 - 2007 - 2008 - 2009 : la Biélorussie concourt dans les compétitions par zones géographiques.

### 2010 - 2015
- 2010 : la Biélorussie concourt dans les compétitions par zones géographiques.
- 2011 (3 tours, 8 équipes + groupe mondial II, play-offs I et II) : la Biélorussie l'emporte en play-offs II contre l'Estonie.
- 2012 (3 tours, 8 équipes + groupe mondial II, play-offs I et II) : après une défaite en groupe mondial II contre les États-Unis, la Biélorussie s'incline en play-offs II contre la Suisse.
- 2013 - 2014 : la Biélorussie concourt dans les compétitions par zones géographiques.
- 2015 (3 tours, 8 équipes + groupe mondial II, play-offs I et II) : la Biélorussie l'emporte en play-offs II contre le Japon.
- 2016 (3 tours, 8 équipes + groupe mondial II, play-offs I et II) : après une victoire en groupe mondial II contre le Canada, la Biélorussie l'emporte en play-offs I contre la Russie.
- 2017 (3 tours, 8 équipes + groupe mondial II, play-offs I et II) : après une victoire en 1/4 de finale du groupe mondial contre les Pays-Bas et la Suisse en 1/2 finale, la Biélorussie s'incline en finale contre les États-Unis.

| Biélorussie – États-Unis - 2 : 3 Tchyjowka-Arena, Minsk, Biélorussie 11 - 12 novembre, Dur (int.) |                                       |                               |               |
| 1                                                                                                 | Aliaksandra Sasnovich                 | Coco Vandeweghe               | 4-6, 4-6      |
| 1                                                                                                 | Aryna Sabalenka                       | Sloane Stephens               | 6-3, 3-6, 6-4 |
| 1                                                                                                 | Aryna Sabalenka                       | Coco Vandeweghe               | 65-7, 1-6     |
| 1                                                                                                 | Aliaksandra Sasnovich                 | Sloane Stephens               | 4-6, 6-1, 8-6 |
| 1                                                                                                 | Aryna Sabalenka Aliaksandra Sasnovich | Shelby Rogers Coco Vandeweghe | 3-6, 63-7     |

- 2018 (3 tours, 8 équipes + groupe mondial II, play-offs I et II) : après une défaite en groupe mondial I contre l'Allemagne, la Biélorussie l'emporte en play-offs I contre la Slovaquie.

## Bilan de l'équipe
Résultats des confrontations entre la Biélorussie et ses adversaires les plus fréquents (3 rencontres minimum dans les groupes mondiaux).
| # | Adversaires | Rencontres | Victoires | Défaites | % victoires |
| - | ----------- | ---------- | --------- | -------- | ----------- |

## Bilan des joueuses les plus sélectionnées
Ce bilan est calculé sur la base des rencontres officielles des groupes mondiaux et barrages I et II. Les rencontres des tableaux dits de « consolation » et celles par « zones géographiques » ne sont pas prises en compte. Les joueuses comptant moins de 5 sélections ne sont pas reprises dans le tableau.
| # | Joueuses             | De   | à    | Sélections | Matchs | Victoires | Défaites | % victoires |
| - | -------------------- | ---- | ---- | ---------- | ------ | --------- | -------- | ----------- |
| 1 | Natasha Zvereva      | 1994 | 1999 | 6          | 10     | 5         | 5        | 50 %        |
| 2 | Olga Barabanschikova | 1998 | 1999 | 5          | 9      | 6         | 3        | 67 %        |